# Architektův sen
Architektův sen (anglicky The Architect’s Dream), olejomalba amerického krajináře anglického původu Thomase Colea. Obraz byl namalován v roce 1840 na objednávku umělcova mecenáše, architekta Ithiela Towna, který v Americe propagoval klasickou a novogotickou architekturu.

## Historie vzniku
V roce 1839 pověřil architekt Ithiel Town, zastánce klasicismu i novogotiky, Colea, aby namaloval obraz, který by zobrazoval pohled na antické nebo moderní Athény. Zakázku zaplatil v hotovosti a knihami ze své rozsáhlé architektonické knihovny, které byly inspirací pro kompozici objednaného obrazu. Cole měl v sobě podle vlastních slov "něco z architekta" – navrhl Kapitol státu Ohio a také anglikánský kostel svatého Lukáše v Catskillu, který byl postaven jako náhrada za první kostel, jenž vyhořel v roce 1839.

## Popis
Obrazu dominují architektonické památky z dávné minulosti zobrazené ve stylech, jimiž se architekti 19. století inspirovali. Budovy seřazené v řadách představují také dějiny západní civilizace, jsou to příklady jednotlivých kultur, které na sebe chronologicky navazují: daleko v mlhavém pozadí jsou egyptské pyramidy nad egyptským chrámem, zatímco blíže jsou dva řecké chrámy se sloupy dórského a iónského řádu, spojené stěnou z pilastrů. Nad touto zdí se nachází římský akvadukt a kruhový římský chrám se sloupy korintského řádu. Nalevo se tyčí gotický kostel obklopený lesem. Neobvyklá kombinace budov, rozestavěných jakoby na jevišti, spojených obloukem a oponou, a jasné kontrasty naznačují, že kompozice obrazu je výplodem fantazie. Obraz zobrazuje ideální království, které si vysnil stejnojmenný architekt, viditelný v popředí, který se se zavřenýma očima sklání nad hromadou architektonických knih a opírá se o monumentální sloup s nápisem:„namaloval T. Cole pro I. Towna, arch.“  Town byl spolu se svým kolegou Alexanderem Jacksonem Davisem popularizátorem klasického a gotického stylu v Americe. Cole použil světlo a stín, aby dal do kontrastu jasnost středomořské architektury zalité jižním sluncem a tajemnost gotického kostela lemovaného stromy, ponořeného do stínů severu.
Umělcův přítel, básník William Cullen Bryant, popsal Architektův sen jako „sbírku egyptských, gotických, řeckých a maurských staveb, které se mohou objevit ve fantazii někoho, kdo usnul po přečtení díla o různých architektonických stylech“. Cole namaloval Architektův sen za pouhých pět týdnů a v roce 1840 jej vystavil na výroční výstavě Národní akademie designu, kde obraz získal smíšená hodnocení.
Dokončené plátno však neodpovídalo přesně Townovým představám. Cole totiž své monumentální obrazy stále více prošpikovával náboženskými, alegorickými a literárními narážkami a směřoval k moralistním kompozicím. Svůj obraz tak možná pojal jako alegorický portrét Towna, nebo dokonce sebe sama. Ačkoli se Townovi líbilo, že se na obraze mísí různé epochy a styly, chtěl, aby krajina dominovala architektuře. Byl zklamaný a plátno odmítl, což Coleho rozhořčilo a v dopise svému příteli Asheru Brownu Durandovi uvedl, že nemá chuť tento námět znovu malovat a raději vrátí Townovi knihy, které obdržel, a zakázku zruší.
Obraz zůstal v držení umělcovy rodiny až do roku 1949, kdy jej zakoupilo Toledské muzeum umění.